# موش قطبی یقه‌دار شمالی
موش قطبی یقه‌دار شمالی یا لمینگ یقه‌دار نزدیک‌شمال (نام علمی: Dicrostonyx groenlandicus)، که گاهی در کانادا به آن موش قطبی یقه‌دار سرزمین پیری می‌گویند، یک موش قطبی کوچک است که در شمال آمریکای شمالی و جزیره ورانگل یافت می‌شود. زمانی، آن را زیرگونه‌ای از موش قطبی شمالگان (Dicrostonyx torquatus) می‌دانستند. برخی منابع بر این باورند که چندین گونه دیگر از موش‌های قطبی یقه‌دار موجود در آمریکای شمالی در واقع زیرگونه‌های D. groenlandicus هستند.